# Friedrich Leinert
Friedrich Otto Leinert (* 10. Mai 1908 in Oppeln; † 6. Mai 1975 in Emmendingen) war ein deutscher Komponist und Musikwissenschaftler.

## Leben
Leinert erhielt seine musikalische Ausbildung in Dresden (Dirigieren bei Fritz Busch). Danach absolvierte er ein Universitätsstudium in Marburg/Lahn in den Fächern Musikwissenschaft, Romanistik und Geschichte. Er promovierte zum Dr. phil. mit einer musikwissenschaftlichen Arbeit über Johann Evangelist Brandl als Lieder- und Kammermusik-Komponist. Die Abhandlung entstand im musik-wissenschaftlichen Seminar der Philipps-Universität Marburg/Lahn unter Anleitung von Prof. Hermann Stephani und Dr. Herbert Birtner und wurde 1936 von der Philosophischen Fakultät als Dissertation angenommen.
1931 ging Leinert für ein Jahr nach Berlin als Privatschüler zu Arnold Schönberg. Bis 1944 arbeitete er als Komponist und Kapellmeister an verschiedenen Theatern, unter anderem in Gotha, Weimar und Eisenach. Nach dem Krieg gründete Leinert zusammen mit Lothar Brixius, Ina Köhler und Walter Leinweber die Marburger Schauspielgemeinschaft (erste Premiere: 2. September 1945 im Philippshaus der Universität). Aus dieser Spielgemeinschaft konstituierte sich später das heutige Hessische Landestheater Marburg.
Hauptberuflich war Leinert damals Kirchenmusikdirektor an St. Marien in Marburg/Lahn; er gründete ein Sinfonieorchester, das viel beachtete Konzerte im Raum Hessen gab. Ab 1954 leitete er die Musikabteilung des Amerika-Hauses in Hannover. Von 1957 an war er als Dozent und Professor an der Staatlichen Hochschule für Musik und Theater in Hannover für Musiktheorie, Generalbass, Partiturspiel, Opern-Dramaturgie und Ballett-Geschichte tätig. Außerdem hatte er eine Gast-Dozentur an der Folkwang-Hochschule in Essen.
Er komponierte mehrere Opern und Kammeropern, zum Teil auf Libretti seines Sohnes Michael Leinert („Status quo“, „Eine Note nach der anderen“ – uraufgeführt in Hannover, und „A. H. - Bilder aus einem Führerleben“, am Musiktheater Gelsenkirchen uraufgeführt), zwei abendfüllende Opern, neun Sinfonien und zahlreiche Kammermusikwerke, Lieder und Orgelwerke. Bis zuletzt arbeitete er an dem geplanten Opernprojekt Henri Quatre nach Heinrich Mann. Zu den Interpreten seiner Werke gehörten das Tatrai-Quartett, Budapest, das Saxophonquartett Marcel Mule, Paris und Solisten des Sinfonieorchesters des Norddeutschen Rundfunks Hamburg und Hannover. Diese Sender haben nahezu alle seine Sinfonien produziert, auch die 3. Sinfonie „In memoriam“ am 31. Mai 1965 (Ursendung), die Paul Hindemith gewidmet ist.
Sein kompositorisches Schaffen ist u. a. geprägt von der Klangsensibilität der französischen Musik (Debussy, Fauré, Ravel) und rhythmischen Elementen des Jazz. Leinert war einer der ersten Musiker, die sich mit der musikalischen Entwicklung des Jazz und der amerikanischen Musik auseinandersetzten – sowohl in der Theorie als auch in der Praxis. In vielen Städten Deutschlands hielt er Vorträge über die Geschichte und Entwicklung des Jazz.
Der Regisseur Erwin Piscator arbeitete mit Leinert als Bühnenmusik-Komponist am Marburger Schauspiel zusammen (Büchners Dantons Tod, 1952). Weiterhin war er Mitherausgeber einer Auswahl der Werke von Louis Spohr im Bärenreiter-Verlag.
Freundschaftliche Verbindungen hatte er zu Komponisten wie Ernst Krenek, Karl Amadeus Hartmann, Werner Egk und Leonard Bernstein. Als Dirigent hat er sich nach dem Kriege vor allem für das Bekanntwerden der amerikanischen Musik in Deutschland eingesetzt: für Roy Harris (3. Sinfonie) und den Romantiker Edward MacDowell (Klavierkonzert Nr. 2), für Charles Ives und Aaron Copland. Auch diese amerikanischen Komponisten blieben nicht ohne Einfluss auf sein kompositorisches Schaffen. Konstruktivismus in der Musik war seine Sache nicht – die Form muss sich immer der Inspiration unterordnen, war seine kompositorische Maxime.
Zusammen mit Klaus Bernbacher und Klaus Hashagen hat Leinert sich in den 1960er Jahren für die Neue Musik in Westdeutschland engagiert (Gründung des Studios für Neue Musik in Hannover). Als Lehrer war Leinert aufgrund seines umfangreichen Wissens überaus geschätzt bei seinen Studenten und Kollegen. Die Orchestermusiker liebten seine fachliche Kompetenz und seinen feinsinnigen Humor. Nicht selten sind Passagen in seinen Kompositionen zu finden, die überraschende Soli für die „zweiten Pulte“ enthalten: Ergebnisse freundschaftlicher Dispute über „nicht genügend berücksichtigte Instrumentengruppen“.
Leinert war mit der Sängerin Agathe Wenzlaff verheiratet und hat drei Kinder: den Regisseur, Intendanten und Autor Michael Leinert, die Ballettsolistin und Tanzpädagogin Ulrike Lerchbaumer, den Musiker und Musik-Produzenten Friedemann Leinert.
Er war der erste Preisträger des Kompositionswettbewerbs „Friedrich Kuhlau“.

## Werkverzeichnis (Auswahl)
1. Johann Evangelist Brandl (1760–1837) als Lieder und Kammermusik-Komponist (Dissertation)
Verlag für musikalische Kultur und Wissenschaft, Wolfenbüttel 1937.
Die Abhandlung entstand im musikwissenschaftlichen Seminar der Philipps-Universität Marburg/lLahn
unter Anleitung von Prof. Dr. Hermann Stephani und Dr. Herbert Birtner
und wurde 1936 von der Philosophischen Fakultät als Dissertation angenommen.
2. Die Wunderkur (1956)
Heitere Kammer-Kantate nach Christian Fürchtegott Gellert für Sopran, Tenor, Bass,
drei Holzbläser (Ob., Kl., Fag.), Streichtrio (Vl., Vla., Vc.), Klavier u. Schlagzeug.
Uraufführung: 3. Februar 1957 NDR Funkhaus Hannover unter der Musikalischen Leitung des Komponisten
3. Scherz, List und Rache (1952)
Komische Oper in zwei Akten nach Johann Wolfgang von Goethe
für Koloratursopran, Tenor und Bassbariton – Kammerorchester.
Uraufführung: 6. März 1961 Hochschule für Musik und Theater Hannover.
Musikalische Leitung: Gottfried Weisse – Inszenierung: Operndirektor Reinhard Lehmann
4. Spiel im Park (1962)
Komische Oper nach Fredo und Rostand in 3 Bildern (2 Akten),
Libretto vom Komponisten.
Abendfüllend – 17 Sänger, gr. Orchester u. Bühnenmusik, Tänzer
5. Status quo (1970)
Kammeroper in einem Akt nach einem Libretto von Michael Leinert.
Für vier Sänger (jugendl. dramat. Sopran, lyr. Sopran, Tenor, Bariton) und Kammerorchester.
Uraufführung: 30. Juni 1971 Hochschule für Musik und Theater Hannover.
Musikalische Leitung: Carl Gorvin – Inszenierung: Willi Stari.
– Siehe auch Neue Hannoversche Presse, 2. Juli 1971
6. Eine Note nach der anderen (1973)
Musikalische Farce in einem Bild, Libretto: Michael Leinert – Auftragswerk zur Eröffnung des Neubaus der Hochschule für Musik und Theater Hannover.
Uraufführung: 12. November 1973 – Musikalische Leitung: Carl Gorvin – Inszenierung: Günter Roth
– siehe auch das Opernmagazin Opernwelt 1/1974
7. A.H. – Bilder aus einem Führerleben (1973)
Kammeroper nach einer Szenefolge von Michael Leinert, für Kammerorchester, sechs Sänger, Chor.
Uraufführung: 27. Februar 1974 als Auftragswerk des Musiktheater im Revier Gelsenkirchen – siehe
Die Welt, 2. März 1974
Neun Sinfonien (davon mehrere Aufführungen mit dem damaligen Rundfunk-Sinfonie-Orchester Hannover, der heutigen NDR Radio Philharmonie, unter den Dirigenten Heinz Rockstroh, Klaus Bernbacher, Carl Gorvin, Willy Steiner u. a.).
Konzerte für Schlagzeug und Orchester, zwei Oboenkonzerte,
ein Flötenkonzert, mehrere davon als Auftragswerke des Norddeutschen Rundfunks.
Kammermusikwerke
u. a. sechs Streichquartette, Streichtrios,
Lieder (u. a. publiziert in Silesia cantat, Heft 11; A. Laumannsche Verlagsbuchhandlung, Dülmen 1975).
Sonaten für verschiedene Instrumente und Klavier.
Fünf Orgelsonaten / Erste Sonate f. Orgel (1950) Edition Breitkopf Nr. 5979
Sonate f. Altsaxophon u. Klavier (1952) Breitkopf & Härtel Wiesbaden – Edition Breitkopf Nr. 6236.
Bühnenmusik u. a. zu Erwin Piscators Inszenierungen von Friedrich Schillers Die Räuber, Heinrich von Kleists Prinz Friedrich von Homburg und Georg Büchners Dantons Tod.
Herausgeber einzelner Werke von Louis Spohr im Bärenreiter-Verlag, Kassel-Wilhelmshöhe.
Autor zahlreicher Fachartikel, u. a. über Louis Spohr, Moritz Hauptmann, Otto Kraushaar.
Lebensbilder aus Kurhessen und Waldeck 1830–1930. Herausgegeben von Ingeborg Schnack.
Fünfter Band. Marburg a. L. 1955. [Dr. Friedrich Leinert: Spohr, Louis, Tonkünstler. S. 371–378]
Sechster Band. Marburg a. L. 1958. [Dr. Friedrich Leinert: Hauptmann, Moritz, Tonkünstler. S. 121–127 – Dr. Friedrich Leinert: Kraushaar, Otto, Komponist und Musikkritiker. S. 208–210]